# ITunes Session (álbum de Kelly Clarkson)
iTunes Session es un EP de la cantante de pop americana Kelly Clarkson. Fue lanzado el 23 de diciembre de 2011 en Australia y el 27 del mismo mes y año en los Estados Unidos. En EE. UU., debutó y alcanzó el lugar 85 de la Billboard 200.  Según Nielsen SoundScan, hasta marzo de 2013, el EP vendió 16 000 copias en los Estados Unidos.

## Sencillos

### I'll Be Home for Christmas
El lanzamiento del álbum fue precedido del estreno del único sencillo «I'll Be Home for Christmas». El sencillo debutó en el lugar 93 de la Billboard Hot 100 de los Estados Unidos el 24 de diciembre de 2011, con 24,000 mil copias vendidas. También ingresó a la entonces Holiday Songs alcanzando el lugar 17, mientras que logró alcanzar el lugar 61 de la Hot Digital Songs.

## Listado de canciones
- Edición Mundial[5]

| Standard edition |                                    |                                                               |             |          |  |
| N.º              | Título                             | Escritor(es)                                                  | Producer(s) | Duración |  |
| 1.               | «Mr. Know It All»                  | Brian Kennedy, Ester Dean, Brett James, Dante Jones           |             | 3:33     |  |
| 2.               | «What Doesn't Kill You (Stronger)» | Jörgen Elofsson, Ali Tamposi, David Gamson, Greg Kurstin      |             | 3:24     |  |
| 3.               | «You Can't Win»                    | Kelly Clarkson, Josh Abraham, Oliver Goldstein, Felix Bloxsom |             | 3:50     |  |
| 4.               | «Never Again»                      | Clarkson, Jimmy Messer                                        |             | 4:03     |  |
| 5.               | «Since U Been Gone»                | Max Martin, Luke Gottwald                                     |             | 3:10     |  |
| 6.               | «Why Don't You Try»                | Eric Hutchinson                                               |             | 4:15     |  |
| 7.               | «My Life Would Suck Without You»   | Martin, Gottwald, Claude Kelly                                |             | 3:08     |  |
| 8.               | «I'll Be Home for Christmas»       | Walter Kent, Buck Ram                                         |             | 2:53     |  |
| 9.               | «Interview»                        |                                                               |             | 35:17    |  |

## Historial de lanzamientos
| País           | Fecha                   | Formato          | Discográfica             |
| -------------- | ----------------------- | ---------------- | ------------------------ |
| Australia      | 23 de diciembre de 2011 | Descarga digital | Sony Music Entertainment |
| Estados Unidos | 27 de diciembre de 2011 | Descarga digital | RCA Records              |
| Reino Unido    | 27 de diciembre de 2011 | Descarga digital | RCA Records              |